# Сети, Нил
Нил Сети (англ. Neel Sethi; род. 22 декабря 2003, Нью-Йорк, США) — американский актёр индийского происхождения. Наиболее известен по роли Маугли в фильме «Книга джунглей» (2016).

## Жизнь и карьера
Нил Сети родился в Нью-Йорке в семье выходцев из Индии. Был выбран из тысяч кандидатов на роль Маугли после долгих поисков в Нью-Йорке, Лондоне, Канаде, Новой Зеландии и Индии. Это его первая крупная роль.
«Подбор актёров является наиболее важным элементом любого фильма и найти правильного ребёнка на роль Маугли было необходимо» — сказал режиссёр фильма Джон Фавро — «Нил обладает огромным талантом и харизмой. Ему многое предстоит вытащить на своих маленьких плечах, и я уверен, что он справится с этим».

## Фильмография
| Год  | Название на русском | Название на английском | Роль   | Примечания             |
| ---- | ------------------- | ---------------------- | ------ | ---------------------- |
| 2013 | Дивали              | Diwali                 | Джей   | Короткометражный фильм |
| 2016 | Книга джунглей      | The Jungle Book        | Маугли | —                      |
| 2026 | Книга джунглей 2    | The Jungle Book 2      | Маугли | —                      |